# Ankou

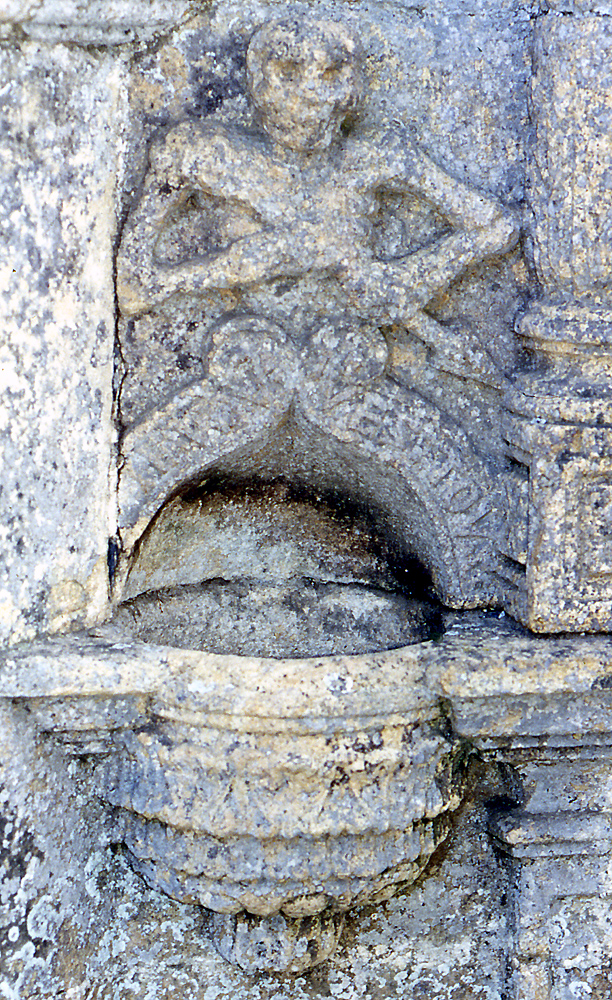
Scultura raffigurante l’Ankou

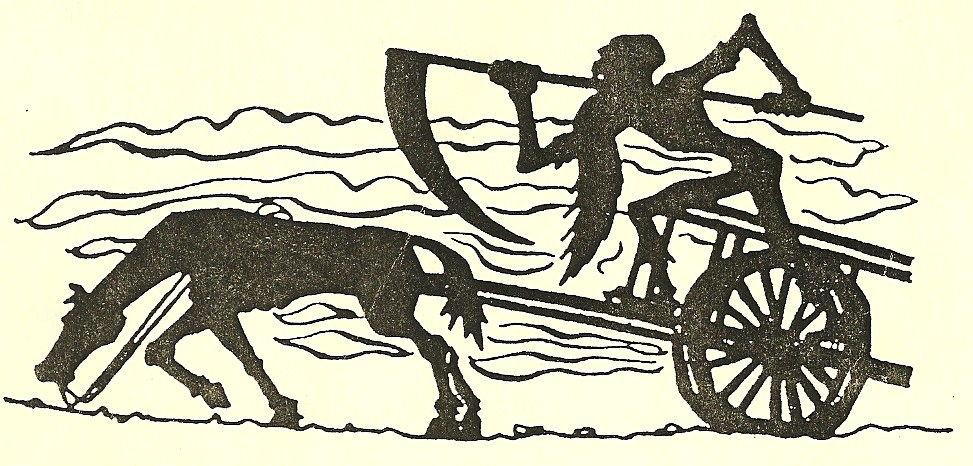
Disegno in silhouette dell'Ankou

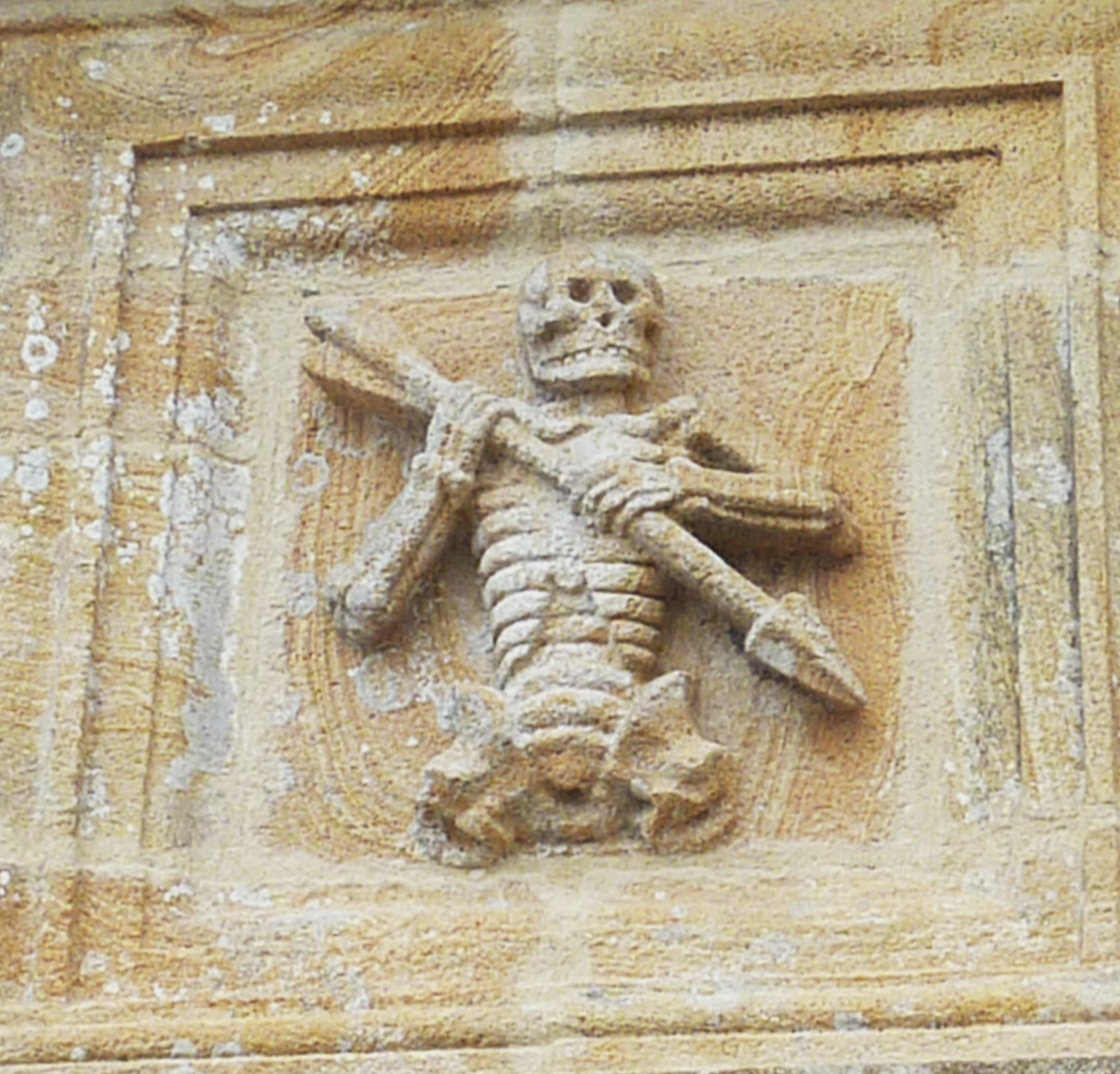
Raffigurazione dell'Ankou nell'ossario del complesso parrocchiale di Ploudiry

Ankou o Ankoù è, nella mitologia bretone, la personificazione della morte, personaggio principale di riti e leggende, rappresentato come uno scheletro con una falce.
Fa da "traghettatore" nel mondo dei morti, a cui si giunge attraverso una porta localizzata a Yeun Ellez, nei Monts d'Arrée.
In Bretagna, si ritrova spesso raffigurata anche negli ossari e nei calvari, all'interno degli enclos paroissiaux, i complessi parrocchiali recintati del XVI – XVII secolo..

## Caratteristiche
Ankou viene rappresentato come uno scheletro con una falce ed una pala in mano e, spesso, con un cappello a larghe falde: se lo si incontra o se si avverte la sua presenza, significa che si sta per morire.
Si dice che guidi, in sella ad un cavallo, un carro scricchiolante, ed appaia come il “cocchiere della morte” a coloro che moriranno entro l'anno; oppure che vaghi su una barca (la "barca dei defunti") e che, per questo, sia sconsigliabile navigare nei pressi delle coste dopo il tramonto, perché si potrebbe incontrarlo.

## Etimologia
La parola ankou deriva probabilmente dal termine bretone ankounac'h, che significa “dimenticanza” (bret. (bret. koun “memoria”, preceduto dal suffisso negativo an-; cfr. gallese: angof). Viene inoltre collegato a termini che significano “angoscia”, “paura”, come lat. angustia, fr. angoisse, ingl. angst (= "ansia"), ted. Angst (= "paura").

## Leggende

### La leggenda di Fanch ar Floch e l'Ankou
In una leggenda, si racconta che, la sera di Natale, un artigiano di nome Fanch ar Floch fosse impossibilitato ad accompagnare la moglie e i figli a messa, perché oberato dal troppo lavoro, e decise di attenderli per il momento dell'Elevazione.
Ma quando scoccò l'ora dell'Elevazione, Fanch ar Floch stava ancora lavorando e, in quel momento, si presentò anche un tizio con un cappello a larghe falde (Ankou), che aveva una falce da far riparare.
Una volta che Fanch ar Floch, ebbe riparato la falce allo sconosciuto, quest'ultimo gli disse poi di andare a coricarsi, dopo aver avvisato la moglie di cercare un prete: al canto del gallo, Fanch ar Floch morì per aver riparato la falce di Ankou durante l'Elevazione.

## Modi di dire legati ad Ankou
- "Non essere ancora pronto per l'Ankou", ovvero "non essere ancora pronto per morire"[3]

## Curiosità
- Si chiama Ankou anche la squadra di football americano di Rennes.
- Ankou era il soprannome con cui il poeta Tristan Corbière veniva soprannominato dagli abitanti di Roscoff a causa del suo aspetto fisico emanciato e per le sue eccentricità.